# Jerry Lee Lewis
Jerry Lee Lewis (Ferriday (Louisiana), 29 september 1935 – Nesbit (Mississippi), 28 oktober 2022) was een Amerikaanse country- en rock-'n-rollzanger en pianist. Hij was een van de pioniers van de rock-'n-roll, en kreeg daarom in 1986 als een van de allereerste artiesten een plaatsje in de Rock and Roll Hall of Fame. Vanwege zijn pionierschap voor de rockabilly kreeg hij ook in die Hall of Fame een eervolle vermelding. Verder werd hij opgenomen in de Mississippi Musicians Hall of Fame en in de Memphis Music Hall of Fame. Lewis' bijnaam is The Killer. Op 16 oktober 2022 werd Lewis opgenomen in de Country Music Hall of Fame, slechts 12 dagen voor zijn overlijden.

## Biografie
Zijn ouders waren Elmo en Mamie Lewis. Hoewel het gezin arm was, werd er toch een oude piano gekocht. Jerry was zo'n natuurtalent dat hij zichzelf leerde piano spelen. In zijn jeugd begon hij samen met zijn twee neven Mickey Gilley en Jimmy Lee Swaggart piano te spelen. Ze werden beïnvloed door hun oudere neef Carl McVoy, door de radio en door de muziek die in een Afro-Amerikaanse gelegenheid verderop in de straat werd gespeeld. Lewis ontwikkelde zijn eigen stijl door rhythm-and-blues, boogiewoogie, gospel en country te mengen. Hij werd al snel professioneel pianist.
Zijn stijl was uniek en onnavolgbaar. Op zijn dertiende trad hij voor de eerste keer op bij een lokale Forddealer. Zijn vader Elmo ging rond met de pet en haalde dertien dollar op, wat in 1948 veel geld voor het arme gezin was, dat intussen van Ferriday naar Black River was verhuisd. Met zijn vijven (pa, ma, Jerry, zus Frankie Jean en zus Linda Gail) woonden ze er in een erbarmelijke "schuur", een huisje dat niet groter was dan één kamer. Jerry Lee had trouwens nog een oudere broer, maar deze was op achtjarige leeftijd voor zijn ogen doodgereden door een dronken bestuurder. Naarmate Jerry Lee ouder werd (14-15 jaar), schuimde hij de Mississippidelta af om er in kroegen en ruige honky-tonk-bars op te treden.
Zijn moeder had echter een ander idee over de toekomst van Jerry Lee en stuurde hem naar een Bijbelschool in Texas. Omdat hij op zijn eerste avond tijdens een eredienst de psalmen in een boogiestijl had begeleid werd hij onmiddellijk van school verwijderd. Daarna begon voor hem een carrière als verkoper van naaimachines. Ook dat draaide op niets uit en omdat de mensen van de muziekstudio's in Nashville niets in hem zagen, vertrok hij als 21-jarige naar Memphis.
Lewis liet de religieuze muziek achter zich en mengde zich in de snel groeiende rock-'n-rollgemeenschap. In 1954 bracht hij zijn eerste plaat uit. In november 1956 zond zijn vader Elmo hem voor een auditie naar de Sun Studio in Memphis. De baas van de studio en van Sun Records, Sam Phillips, was op dat moment op vakantie, en platenproducer Jack Clement verving hem. Clement riep gitarist Roland Janes en drummer J.M. Van Eaton op voor de proefopnames, waar o.a. Whole Lotta Shakin' Goin' On werd opgenomen. Een bassist was niet nodig, want Jerry Lee zorgde met zijn linkerhand zelf voor de baspartij. Lewis kreeg een contract als sessiemuzikant en bracht met Janes en Van Eaton zijn eerste plaat bij Sun uit, het countrynummer Crazy Arms, met op de B-kant van de single End Of The Road.
Als sessiemuzikant is Lewis te horen op Carl Perkins' "Matchbox", "Your True Love", and "Put Your Cat Clothes On" en Billy Lee Rileys "Flyin' Saucers Rock'n'Roll". Tijdens de periode als sessiemuzikant maakte hij ook deel uit van de jamsessie bekend als het Million Dollar Quartet, bestaande uit Elvis Presley, Johnny Cash, Carl Perkins en Lewis zelf. Janes en Van Eaton bleven jarenlang, zijn gehele Sun-periode, zijn vaste begeleiders. 
In 1957 bracht Sun de proefopname voor zijn auditie van Whole Lotta Shakin' Goin' On op single uit. Het betekende zijn doorbraak bij het grote publiek. Andere hits van de Killer als High School Confidential, Great Balls of Fire, Breathless en You Win Again volgden in snel tempo.
Lewis' pianospel werd alom geroemd, het schijnt dat zelfs Elvis Presley ooit heeft gezegd dat wanneer hij zo piano had kunnen spelen, hij direct zou zijn gestopt met zingen. Lewis' pianospel was niet alleen beroemd vanwege de virtuositeit, maar vooral ook vanwege de dynamiek waarmee het werd gebracht. Hij schopte regelmatig zijn pianokruk aan de kant om vervolgens staand en springend verder te spelen.
Zijn wilde speelstijl is te zien in de films High School Confidential en Jamboree, en leverde hem ook de bijnaam "rock-'n-roll-wildeman" op. Zijn speelstijl en techniek zijn later door veel rockpianisten gekopieerd, onder anderen door Elton John, een groot bewonderaar van Lewis.

## Schandaal
Het turbulente privéleven van Lewis werd tot 1958 succesvol uit het licht van de schijnwerpers gehouden. In dat jaar kwam de Britse pers er tijdens een tournee achter dat de derde vrouw van de toen 22-jarige artiest, Myra Gale Brown, pas dertien jaar oud was, en ook nog eens een achternicht van Lewis. De publiciteit veroorzaakte veel tumult, en zijn Britse tournee werd al na drie optredens gestaakt. Het schandaal achtervolgde Lewis toen hij weer naar de Verenigde Staten terugkeerde, met als gevolg dat hij nagenoeg uit de muziekwereld verdween. De enige hit die hij in die periode had was een cover van het nummer What'd I Say van Ray Charles in 1961.
Zijn populariteit in Europa herstelde weer iets, met name in Groot-Brittannië en Duitsland midden jaren zestig. Op 5 april 1964 nam hij in Hamburg een live-album op samen met de Nashville Teens (overigens afkomstig uit Weybridge, Surrey, Engeland). Dit album, Live at the Star Club, Hamburg, wordt algemeen als een van de beste live rock-'n-rollalbums aller tijden beschouwd. Een Britse recensent zou jaren later zelfs zeggen dat de Stooges en de Sex Pistols er maar bleekjes bij afstaken.

## Omschakeling naar countrymuziek
Een comeback in de Verenigde Staten lukte niet, althans niet in de rock-'n-roll. Hoewel Lewis met toeren wel weer voldoende geld verdiende, haalde hij geen hitparades met zijn muziek. De producenten probeerden Lewis over te halen om instrumentale platen te gaan maken onder een pseudoniem, op piano en zelfs op klavecimbel. Eind jaren zestig overtuigde Jerry Kennedy van Mercury Records Lewis ervan om over te schakelen naar de countrymuziek. Lewis had countrymuziek altijd al beschouwd als een van de genres waardoor hij zich liet inspireren en besloot de omschakeling te maken. Hij scoorde direct een hit met het nummer Another Place, Another Time. Er volgden meer hits en zelfs hitnoteringen in de Top 100.
In 1978 had Lewis - alleen in Nederland en België - een klein hitje met Save the Last Dance for Me.

## Drugsverslavingen en persoonlijke tragedies
Hoewel Lewis altijd al een zware drinker was geweest, zorgde de scheiding van Myra ervoor dat hij meer en meer zijn heil zocht in alcohol en drugs. De tragedie was compleet toen in 1973 Lewis' negentienjarige zoon Jerry Lee Lewis Jr. omkwam bij een verkeersongeluk, nadat op Paasdag 1962 Lewis' andere zoon, Steve Allen Lewis, verdronken was in hun privé-zwembad. Lewis' eigen grillige gedrag in de jaren zeventig had er al voor gezorgd dat hij opgenomen werd met een maagbloeding veroorzaakt door een maagzweer, wat bijna zijn einde betekende. Toen hij daarna opnieuw verslaafd raakte aan de drugs, liet hij zich opnemen in het Betty Ford Center, waar hij slechts één dag bleef.
Tijdens Lewis' 41ste verjaardag in 1976 vuurde Lewis zijn .357 Magnum af op een blikje frisdrank, maar de ricocherende kogel trof zijn bassist Butch Owens vol in de borst. Slechts enkele weken later was Lewis wederom betrokken bij een wapenincident, ditmaal op Graceland, het huis van Elvis Presley. Lewis was door Presley uitgenodigd, maar de beveiliging was niet ingelicht. Toen de beveiliging Lewis tegenhield bij de ingang en hem vroeg naar de reden van zijn komst, haalde Lewis weer voor de grap zijn pistool tevoorschijn en grapte dat hij kwam om Presley te vermoorden.

## Late carrière
In 1989 werd er een film over het leven van Lewis uitgebracht. Deze film zorgde voor een enorme opleving in de populariteit van de artiest. De film, Great Balls of Fire, was gebaseerd op het boek van zijn ex-vrouw Myra Gale Lewis. De rol van Lewis werd gespeeld door Dennis Quaid, Winona Ryder speelde de rol van Myra en Alec Baldwin speelde Jimmy Swaggart. Lewis besloot alle nummers voor de soundtrack opnieuw op te nemen, en de soundtrack (en de film) werd een succes.
De publieke ondergang van zijn neef, televisiedominee Swaggart, veroorzaakte echter wederom negatieve publiciteit voor de familie. Toen in 1986 de Rock and Roll Hall of Fame werd opgericht, ging Lewis de Sunstudio weer in, samen met zijn collega's Roy Orbison, Johnny Cash en Carl Perkins. Ze namen het album Class of '55 op. Dit was echter niet de eerste keer dat Lewis met deze groep collega's samenwerkte. Ze hadden al eerder (in 1956) samengespeeld tijdens een plaatopname van Perkins. Presley kwam toen onverwacht langs in de studio en de drie (Lewis, Perkins en Presley) jamden wat. Sam Phillips, de baas van Sun Records, liet de opnamebanden lopen. Phillips belde later Johnny Cash op en nodigde hem uit met de drie anderen samen te spelen. Deze opnamen, voor meer dan de helft bestaand uit gospelnummers, zijn later op cd uitgebracht onder de titel "Million Dollar
Quartet". Enkele nummers op dit album zijn Brown eyed handsome man (origineel van Chuck Berry), Don't forbid me van Pat Boone en Don't Be Cruel in de versie van Jackie Wilson (origineel van Elvis Presley).
In de jaren 90 schommelde Lewis erg met zijn gezondheid en gewicht. In de periode 1991-1993 kwam hij vele kilo's aan en zag hij er erg opgeblazen uit. In de periode 1994-1997 vermagerde hij echter weer en kwam terug op zijn oude gewicht. Na deze periode bleef The Killer erg op en neer gaan met zijn gewicht en gezondheid. Ondanks deze gegevens gaf hij concerten die goed werden ontvangen, vooral het concert in 1991 wat hij gaf in de Matenhal Apeldoorn. Hij speelde hier o.a. de nummers Old Black Joe, It I'll Be Me, Lawdy Miss Clawdy, Just Because, Another Place, Another Time. Ook kwam hij in 1994 naar Arnhem en Amsterdam.
Lewis is nooit gestopt met optreden. In februari 2005 kreeg Lewis een lifetime achievement award. In september 2006 verscheen de cd/dvd Last Man Standing, opgenomen samen met B.B. King, Eric Clapton, Jimmy Page, Bruce Springsteen, Mick Jagger en Keith Richards. In maart 2007 verscheen een live-opname onder dezelfde naam, nu met o.a. Buddy Guy, Don Henley, John Fogerty, Norah Jones, Solomon Burke, Tom Jones en Willie Nelson. In maart 2007 trad hij op in de Benelux: in Eindhoven en in Brussel. Op 19 november 2008 gaf hij, samen met Chuck Berry, een optreden in de Heineken Music Hall in Amsterdam en op 26 november in Vorst Nationaal in Brussel. Op 26 juli 2009 trad Lewis weer in Nederland (013, Tilburg) op, net als op 9 november 2010 (Heineken Music Hall in Amsterdam). Verder verscheen er in 2010 opnieuw een duetalbum genaamd Mean Old Man. De titelsong van de cd is geschreven door Kris Kristofferson. Het is een countryalbum met enkele rock-'n-rollnummers ertussen. Enkele nummers zijn "Sunday Morning Coming Down" (eerder opgenomen door Johnny Cash) en "Dead Flowers".

## Overlijden
Lewis overleed thuis op 87-jarige leeftijd na een lang ziekbed. Twee dagen eerder was hij al per abuis doodverklaard.

## Hitsingles
| Jaar | Titel                                                     | Hoogste notering | Hoogste notering | Hoogste notering | Hoogste notering |
| Jaar | Titel                                                     | Billboard        | Countrylijst     | R&B-lijst        | Groot-Brittannië |
| ---- | --------------------------------------------------------- | ---------------- | ---------------- | ---------------- | ---------------- |
| 1957 | Whole Lotta Shakin' Goin' On                              | 3                | 1                | 1                | 8                |
| 1957 | Great Balls of Fire                                       | 2                | 1                | 3                | 1                |
| 1957 | You Win Again                                             | 95               | 2                | 3                | -                |
| 1958 | Breathless                                                | 7                | 4                | 3                | 8                |
| 1958 | High School Confidential                                  | 21               | 9                | 5                | 12               |
| 1958 | Break Up                                                  | 52               | -                | -                | -                |
| 1958 | I'll Make It All Up To You                                | -                | 19               | -                | -                |
| 1959 | Lovin' Up A Storm                                         | -                | -                | -                | 28               |
| 1960 | Baby Baby Bye Bye                                         | -                | -                | -                | 47               |
| 1961 | What'd I Say                                              | 30               | 27               | 26               | 10               |
| 1962 | Sweet Little 16                                           | -                | -                | -                | 38               |
| 1963 | Good Golly Miss Molly                                     | -                | -                | -                | 31               |
| 1964 | Hi-Heel Sneakers                                          | 91               | -                | -                | -                |
| 1964 | I'm On Fire                                               | 98               | -                | -                | -                |
| 1968 | Another Place, Another Time                               | 97               | 4                | -                | -                |
| 1968 | What's Made Milwaukee Famous (Has Made A Loser Out Of Me) | 94               | 2                | -                | -                |
| 1968 | She Still Comes Around (To love What's Left Of Me)        | -                | 2                | -                | -                |
| 1968 | To Make Love Sweeter For You                              | -                | 1                | -                | -                |
| 1969 | Don't Let Me Cross Over                                   | -                | 9                | -                | -                |
| 1969 | One Has My Name (The Other Has My Heart)                  | -                | 3                | -                | -                |
| 1969 | Invitation To Your Party                                  | -                | 6                | -                | -                |
| 1969 | She Even Woke Me Up To Say Goodbye                        | -                | 2                | -                | -                |
| 1969 | One Minute Past Eternity                                  | -                | 2                | -                | -                |
| 1970 | Once More With Feeling                                    | -                | 2                | -                | -                |
| 1970 | I Can't Seem To Say Goodbye                               | -                | 7                | -                | -                |
| 1970 | There Must Be More To Love Than This                      | -                | 1                | -                | -                |
| 1970 | Waiting For A Train                                       | -                | 11               | -                | -                |
| 1971 | Touching Home                                             | 110              | 3                | -                | -                |
| 1971 | When He Walks On You                                      | -                | 11               | -                | -                |
| 1971 | Me and Bobby McGee                                        | 40               | 1                | -                | -                |
| 1971 | Would You Take Another Chance On Me                       | -                | 1                | -                | -                |
| 1972 | Chantilly Lace                                            | 43               | 1                | -                | 33               |
| 1972 | Think About It Darlin'                                    | -                | 1                | -                | -                |
| 1972 | Lonely Weekends                                           | -                | 11               | -                | -                |
| 1972 | Whose Gonna Play This Ol' Piano?                          | -                | 14               | -                | -                |
| 1973 | No More Hanging On                                        | -                | 19               | -                | -                |
| 1973 | Drinkin' Wine Spo-dee-o-dee                               | 41               | 20               | -                | -                |
| 1973 | No Headstone On My Grave                                  | 104              | 60               | -                | -                |
| 1973 | Sometimes A Memory Ain't Enough                           | -                | 6                | -                | -                |
| 1974 | Tell Tale Signs                                           | -                | 18               | -                | -                |
| 1974 | He Can't Fill My Shoes                                    | -                | 8                | -                | -                |
| 1975 | I Can Still Hear The Music In The Restroom                | -                | 13               | -                | -                |
| 1976 | Let's Put It Back Together Again                          | -                | 6                | -                | -                |
| 1977 | Middle Age Crazy                                          | -                | 4                | -                | -                |
| 1978 | Come On In                                                | -                | 10               | -                | -                |
| 1978 | I'll Find It Where I Can                                  | -                | 10               | -                | -                |
| 1979 | Rockin' My Life Away                                      | 101              | 18               | -                | -                |
| 1979 | I Wish I Was Eighteen Again                               | -                | 18               | -                | -                |
| 1979 | Who Will The Next Fool Be?                                | -                | 20               | -                | -                |
| 1980 | When Two Worlds Collide                                   | -                | 11               | -                | -                |
| 1980 | Over The Rainbow                                          | -                | 10               | -                | -                |
| 1981 | Thirty Nine And Holding                                   | -                | 4                | -                | -                |
| 1982 | I'd Do It All Again                                       | -                | 52               | -                | -                |

| Album met hitnotering(en) in de Vlaamse Ultratop 200 albums | Datum van verschijnen | Datum van binnenkomst | Hoogste positie | Aantal weken | Opmerkingen |
| ----------------------------------------------------------- | --------------------- | --------------------- | --------------- | ------------ | ----------- |
| Last Man Standing                                           | 2006                  | 25-11-2006            | 98              | 3            |             |
| Mean Old Man                                                | 2010                  | 18-09-2010            | 64              | 5            |             |
| Rock & Roll Time                                            | 2014                  | 08-11-2014            | 141             | 1            |             |

| Single met hitnotering(en) in de Vlaamse Ultratop 50 | Datum van verschijnen | Datum van binnenkomst | Hoogste positie | Aantal weken | Opmerkingen |
| ---------------------------------------------------- | --------------------- | --------------------- | --------------- | ------------ | ----------- |
| Whole Lotta Shakin' Goin' On                         | 1957                  | 01-10-1957            | 13              | 4            |             |
| Great Balls of Fire                                  | 1958                  | 01-02-1958            | 16              | 14           |             |
| Chantilly Lace                                       | 1972                  | 24-06-1972            | 18              | 8            |             |
| Save The Last Dance For Me                           | 1979                  | 24-03-1979            | 30              | 1            |             |

### NPO Radio 2 Top 2000
| Nummers met noteringen in de NPO Radio 2 Top 2000 | '99  | '00  | '01  | '02  | '03  | '04  | '05  | '06  | '07  | '08  | '09  | '10  | '11  | '12  | '13  | '14-'21 | '22  |
| ------------------------------------------------- | ---- | ---- | ---- | ---- | ---- | ---- | ---- | ---- | ---- | ---- | ---- | ---- | ---- | ---- | ---- | ------- | ---- |
| Great Balls of Fire                               | 835  | 1210 | 1607 | 1527 | 1196 | 1346 | 1488 | 1513 | 1600 | 1449 | 1858 | 1751 | 1962 | 1810 | 1822 | -       | 1393 |
| Whole Lotta Shakin' Goin' On                      | 1774 | -    | -    | -    | 1982 | 1826 | -    | -    | -    | -    | -    | -    | -    | -    | -    | -       | -    |

1. ↑  Een '-' betekent dat het nummer niet was genoteerd en een vetgedrukt getal geeft de hoogste notering van een nummer aan.
2. ↑  Deze tabel is bijgewerkt tot en met de meest recente editie (2024).

## Dvd's
| Dvd's met hitnoteringen in de Nederlandse Music Top 30 | Datum van verschijnen | Datum van binnenkomst | Hoogste positie | Aantal weken | Opmerkingen |
| ------------------------------------------------------ | --------------------- | --------------------- | --------------- | ------------ | ----------- |
| Last man standing live                                 | 2007                  | 14-04-2007            | 4               | 24           |             |